# Корчево
Корчево — деревня в Сокольском районе Вологодской области.
Входит в состав Чучковского сельского поселения, с точки зрения административно-территориального деления — в Чучковский сельсовет. Расположена к югу от автодороги А123.
Расстояние по автодороге до районного центра Сокола — 82 км, до центра муниципального образования Чучкова — 4 км.
По данным переписи в 2002 году постоянного населения не было.